# Apistomyia mackerrasi
Apistomyia mackerrasi är en tvåvingeart som beskrevs av Tonnoir 1930. Apistomyia mackerrasi ingår i släktet Apistomyia och familjen Blephariceridae. Inga underarter finns listade i Catalogue of Life.